# Ecdyson
Ecdyson er et prohormon, der omdannes til hamskifte-hormonet 20-hydroxyecdyson, et steroid-hormon. Populært benyttes navnet ecdyson både om prohormonet og 20-hydroxyecdyson. Ecdyson og dets homologer kaldes generelt ecdysteroider. Ecdysteroider fungerer som hamskifte-hormoner i leddyr, men forekommer også i andre relaterede rækker, hvor de kan spille forskellige roller, bl.a. i forbindelse med metamorfose.

## Virkningsmåde
Ecdysons molekylære funktion er specielt blevet undersøgt i Drosophila melanogaster. 20-Hydroxyecdyson er den primære molekylære form, der binder til en nukleær receptor, hvorved der startes forskellige ekspressions-kaskader, som ultimativt fører til de fysiologiske, morfologiske og adfærdsmæssige ændringer i forbindelse med hamskifte og metamorfose

## Phytoecdysteroider
Ecdysteroider findes også i mange planter, for det meste som toksiner mod planteædende insekter. Disse er har været benyttet som naturlægemidler, men har vist sig at have cytotoksiske egenskaber.

## Externe links og henvisninger
- Ecdybase - The Ecdysone Handbook Arkiveret 5. august 2016 hos  Wayback Machine

- Wikimedia Commons har flere filer relateret til Ecdyson

- Se Wiktionarys definition på ordet hormon